# آلاله دیلمانی
آلاله دیلمانی، آلاله رودباری (نام علمی: Ranunculus brutius) نام یک گونه از سرده آلاله است. سردهٔ آلاله در ایران ۵۵ گونهٔ علفی یک ساله و چند ساله دارد. آلاله دیلمانی یکی از ۵۵ گونهٔ موجود در ایران است.